# Maricica Puică
Maricica Puică (născută  Maricica Luca; n. 29 iulie 1950, Iași, România) este o fostă atletă română.

## Carieră
A absolvit cursurile liceale la Iași, fiind remarcată ca alergătoare pe distanțe mari.
Este multiplă campioană națională în probele de 1500 m și 3000 m. Ea este laureată cu aur la proba de 3000 m și cu bronz la proba de 1500 m la Jocurile Olimpice de vară din 1984 de la Los Angeles. La Campionatele Europene din 1986 de la Stuttgart și la Campionatele Mondiale din 1987 de la Roma  a obținut medalia de argint la proba de 3000 m.
Maricica Puică a fost antrenată de Ion Puică care i-a devenit și soț. După revoluția a antrenat împreuna cu soțul său în Spania. Apoi ea a fost antrenoare la lotul național și a pregătit-o pe Violeta Beclea-Szekely.
În 2000 i-a fost conferit Ordinul Național „Serviciul Credincios” în grad de cavaler și în 2004 a primit Ordinul Meritul Sportiv clasa I. "Acum, când anii s-au adunat, mă întreb uneori dacă a meritat să-mi dedic întreaga viață acestui scop și răspund, cu mâna pe inimă, simțindu-mi picioarele fremătând încă după zecile de mii de kilometri parcuri, în toate anotimpurile și pe toate meridianele lumii. Da, a meritat! Am fost fericită și acest lucru nu se poate obține fără efort, fără dăruire și sacrificii. "

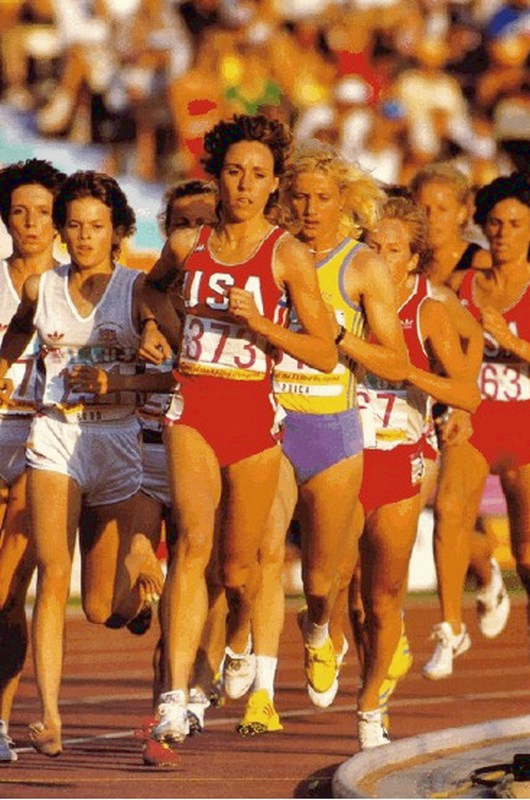
La Jocurile Olimpice din 1984
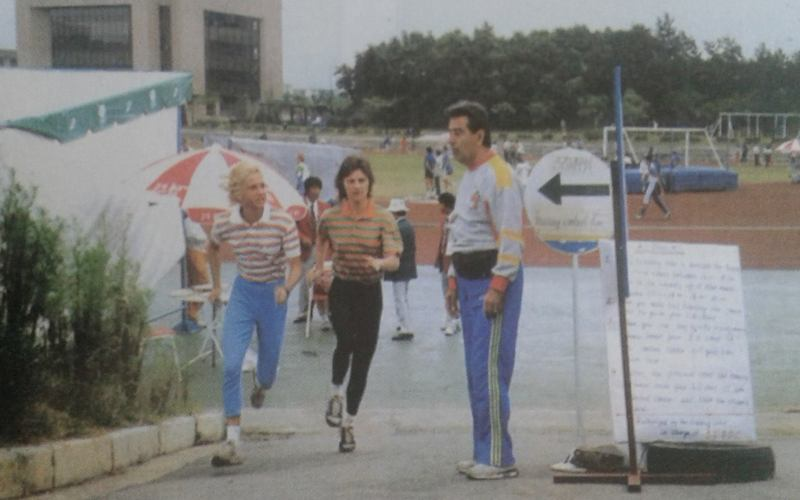
Cu Paula Ivan și Ion Puică la Jocurile Olimpice din 1988

## Realizări
| An   | Competiție                   | Locație                     | Loc | Eveniment  | Note    |
| ---- | ---------------------------- | --------------------------- | --- | ---------- | ------- |
| 1976 | Jocurile Olimpice            | Montreal, Canada            | 22  | 1500 m     | 4:12,62 |
| 1977 | Universiada                  | Sofia, Bulgaria             | 3   | 1500 m     | 4:06,4h |
| 1978 | Campionatul Mondial de Cros  | Glasgow, Scoția             | 3   | individual | 16:59   |
| 1978 | Campionatul Mondial de Cros  | Glasgow, Scoția             | 1   | echipe     | 16:59   |
| 1978 | Campionatul European         | Praga, Cehoslovacia         | 11  | 1500 m     | 4:09,3h |
| 1978 | Campionatul European         | Praga, Cehoslovacia         | 4   | 3000 m     | 8:40,9  |
| 1980 | Jocurile Olimpice            | Moscova, URSS               | 7   | 1500 m     | 4:01,26 |
| 1981 | Campionatul Mondial de Cros  | Madrid, Spania              | -   | individual | NT      |
| 1981 | Cupa Mondială                | Roma, Italia                | 2   | 3000 m     | 8:55,80 |
| 1982 | Campionatul European în sală | Milano, Italia              | 2   | 3000 m     | 8:54,26 |
| 1982 | Campionatul Mondial de Cros  | Roma, Italia                | 1   | individual | 14:38,9 |
| 1982 | Campionatul European         | Atena, Grecia               | 4   | 1500 m     | 3:59,31 |
| 1982 | Campionatul European         | Atena, Grecia               | 2   | 3000 m     | 8:33,33 |
| 1984 | Campionatul Mondial de Cros  | New York, Statele Unite     | 1   | individual | 15:56   |
| 1984 | Campionatul Mondial de Cros  | New York, Statele Unite     | 6   | echipe     | 15:56   |
| 1984 | Jocurile Olimpice            | Los Angeles, Statele Unite  | 3   | 1500 m     | 4:04,15 |
| 1984 | Jocurile Olimpice            | Los Angeles, Statele Unite  | 1   | 3000 m     | 8:35,96 |
| 1986 | Campionatul European         | Stuttgart, Germania         | 5   | 1500 m     | 4:03,90 |
| 1986 | Campionatul European         | Stuttgart, Germania         | 2   | 3000 m     | 8:35,92 |
| 1987 | Campionatul Mondial în sală  | Indianapolis, Statele Unite | 3   | 3000 m     | 8:47,92 |
| 1987 | Campionatul Mondial          | Roma, Italia                | 2   | 3000 m     | 8:39,45 |
| 1988 | Jocurile Olimpice            | Seul, Coreea de Sud         | –   | 3000 m     | NT      |
| 1989 | Campionatul European în sală | Haga, Olanda                | 3   | 3000 m     | 9:15,49 |

## Recorduri personale
| Probă        | Performanță | Dată              | Locație   |
| ------------ | ----------- | ----------------- | --------- |
| 1500 m       | 3:57,22     | 1 iulie 1984      | București |
| 3000 m       | 8:27,83     | 7 septembrie 1985 | Roma      |
| 1500 în sală | 4:16,43     | 13 februarie 1987 | Hamilton  |
| 3000 în sală | 8:43,49     | 27 februarie 1987 | New York  |